# وليام جارود
وليام جارود (بالإنجليزية: William Garwood)‏ (28 أبريل 1884 - 28 ديسمبر 1950) ممثل ومخرج أمريكي في عصر السينما الصامتة أوائل سنة 1910 .

## روابط خارجية
- وليام جارود على موقع IMDb (الإنجليزية)
- وليام جارود على موقع قاعدة بيانات الفيلم (الإنجليزية)
- وليام جارود على موقع كينوبويسك (الروسية)
- وليام جارود على موقع فايند أغريف